# Geranium siamense
Geranium siamense là một loài thực vật có hoa trong họ Mỏ hạc. Loài này được Craib mô tả khoa học đầu tiên năm 1926.